# Eureka Seven: AO
Eureka Seven: AO (エウレカセブンAO Eureka Sebun Ei Ō?, "Astral Ocean") es una serie de anime realizada por BONES, que sigue la secuela original del anime Eureka Seven. Eureka Seven: AO cuenta la historia de Ao Fukai, un chico joven "que se pone en marcha cuando obtiene el poder." Actualmente se está adaptando un anime y manga.
El 22 de diciembre de 2011, la revista Kadokawa Shoten Monthly Shonen Ace anunció que una secuela titulada Eureka Seven: AO se pondría en marcha en un manga en su edición del 26 de enero. Yūichi Katō está dibujando el manga basado en la historia original de BONES. Más tarde, ese mismo día, una adaptación del manga al anime fue anunciado, y comenzó a transmitirse el 12 de abril de 2012, en MBS. El anime ha sido licenciado para transmisión por TV por FUNimation Entertainment, quien transmitirá la serie de videos.
Originalmente saldría al aire su último episodio el 27 de septiembre de 2012, pero se produjo un hiato de dos semanas debido a los Juegos Olímpicos de 2012, poniendo así fin a su carrera de los últimos tres episodios. La fecha de emisión de los dos episodios finales aún[¿cuándo?] no se ha anunciado.

## Argumento
Ao Fukai es un niño de 13 años de edad, que vive en el año 2025 en Okinawa en la isla de Iwatojima con el Dr. Toshio Fukai desde que la madre de Ao, Eureka, desapareció hace 10 años. Cuando una misteriosa organización ataca el Scub Coral de la localidad, Ao se mezcla en la batalla de alguna manera y se las arregla para activar un robot enigmático llamado "Nirvash" mientras está siendo transportado por las Fuerzas de Autodefensa. Más tarde, Ao descubre que el Nirvash pertenecía a Eureka, y se embarca en un viaje para encontrar a su madre y conocer la verdad sobre sus orígenes.

## Mechas (Robots)
En Eureka Seven los mechas son conocidos como "LFO" (Light Finding Operations), en cambio en Eureka Seven: AO los mechas son conocidos como "IFOs" (Intelligent Flying Objects), que fueron desarrollados copiando la ingeniería inversa del RA272  Nirvash  ( ニルヴァーシュ   Niruvāshu?), también conocido como el Mark I, que fue creado por Renton Thurston casi 10.000 años en el futuro a través de la combinación de sus conocimientos de LFOs y Scub Coral. Cuando Ao entra en contacto con el Nirvash, de alguna manera es capaz de reactivarlo, a pesar de que ha estado inmóvil durante 10 años, ya que de alguna manera solo Eureka y su hijo son capaces de pilotarlo.
Antes de que AO se uniera al equipo Pied Piper, solo tenían dos IFOs. El RA164 Alleluia (アレルヤ Areruya?) es un IFO usado por el Pied Piper que es principalmente pilotado por Fleur Blanc. Es altamente móvil, pero no está fuertemente armado. El otro IFO del Pied Piper es el RA304 Kyrie (キリエ Kirie?) pilotado por Elena Peoples y diseñado para el combate de largo alcance. Éste está fuertemente armado, pero no es muy móvil.
El equipo Goldilocks tiene tres IFOs a su disposición. Maeve McCaffrey pilota el RA121 Gloria (グロリア Guroria?), especializado en combate aéreo. El RA302 Credo (クレド Kuredo?), piloteado por Maggie Kwan, está especializado en la artillería pesada. El RA169 Requiem (レクイエム Rekuiemu?) es piloteado por Chloe McCaffrey y está especializado en reconocimiento electrónico.
El equipo Harlequin tiene otros tres IFOs a su disposición. El RA122EB Sanctus piloteado por Liu Ing, el RA121E Recordare piloteado por Lerato Food, y el RA122E Benedictus, piloteado por Rajkumar Nair.
El Ejército estadounidense también es dueño de un IFO, que es el Eisenhower (アイゼンハワー Aizenhawā?).
También está en posesión del Generation Bleu el LFO "Kanon", pero nunca se ha activado hasta que se fusiona con Truth. Otros LFO que aparecen en la serie y son variaciones del Nirvash son el LFO Nirvash typeZERO que incluye una recreación de la variación Spec2, más largo que el original Nirvash, aún más evolucionado de la Spec3 piloteado por Renton.

## Terminología

### Tecnología y Scub Coral
Los IFOs son los predecesores de los LFOs de Eureka Seven. Son humaoides creados combinando la tecnología de los FP con el Scub Coral (スカブコーラル Sukabu Kōraru?). "FP" significa "Flying Platform" (Plataforma de Vuelo), un vehículo que es un cruce entre un automóvil y un avión que utiliza Olas de Trapar (トラパー Torapā?), una fuente de energía natural producida por los Scub Coral, para volar a una altitud de 10 metros.
Los Scub Coral vistos en Eureka Seven: AO son fragmentos tamaño planeta de Scub Coral del original Eureka Seven en una línea del tiempo en que aparecen misteriosamente en el pasado hasta el fin del siglo XVIII, alterando drásticamente la historia de la humanidad con el primer contacto con los Scub Corals en el siglo 21. Esto a su vez provoca la aparición de Coralian llamados "Secrets" (シークレット Shīkuretto?), G-Monsters (Ｇモンスター Jī Monsutā?) que ven los habitantes de Okinawa, que existen con el propósito de anular cualquier anomalía, los mismos Scub Coral. Una vez encontrado un Scub Coral, los Secret inician un fenómeno llamado Scub Burst (スカブバースト Sukabu Bāsuto?), que causa la destrucción masiva de lo que lo rodea. Un Scub Burst de mucho poder ocurrió 10 años antes del comienzo de la serie, lo que los lugareños de Okinawa llaman "Sea Giant" (海巨人（うみきょんちゅ） Umi Kyonchu?) que salvó la gente de la isla. El área alrededor de un Secret es llamado ZOA (Zona Fuera de Acción). Los Secret no pueden detectar la presencia de IFOs fuera de la ZOA.
El núcleo de los Scub Coral es llamado "Quartz" (クォーツ Kwōtsu?) (Cuarzo). Cuando se remueve el "Cuarzo", las Olas de Trapar de los alrededores disminuyen y los Secret dejan de buscar un Scub Coral para iniciar un "Scub Burst". Una de las misiones del equipo Pied Piper es recolectar el Cuarzo. Es posible encontrar Cuarzo Dañado (ダメージドクォーツ?), usualmente luego de la destrucción de un Scub Coral.
El uso de IFOs y FPs solo es posible por el uso de Plantas de Coral (プラントコーラル Puranto Kōraru?), los Scub Corals que han sido cosechados a su llegada para producir Olas de Trapar. La Scub Coral en el centro de la Scub Burst en Okinawa hace diez años es el más grande Planta de Coral del mundo y se utiliza para alimentar gran parte de la energía basada en Trapar del mundo. Algunos países (entre ellos Japón) creen que el cuarzo dañado puede ser reutilizado como fuente de energía para una Planta de Coral. Un objeto conocido como la Reliquia de Coral (コーラル・レリック Kōraru Rerikku?) se mantiene guardado por la Generación Bleu en su sótano, pero la existencia del objeto es de limitado conocimiento.

## Media
Esta es una lista de los episodios del anime Eureka Seven: AO que salió en el año 2012, la secuela de Eureka Seven. La historia gira en torno a Ao, un chico joven que vive en la isla de Iwadojima en Okinawa y que se convierte en piloto del Nirvash, un poderoso mecha que pertenecía a su desaparecida madre llamada Eureka, y Ao se embarca en un viaje para saber la verdad sobre su desaparición.
En la primera temporada de la serie (que son los primeros 13 episodios), el tema de apertura es "Escape" hecho por Hemenway y el tema de cierre es "Stand by me" hecho por Stereopony. Empezando el episodio 14, el tema de apertura cambia a "Bravelue" (ブレイブルー Bureiburū?) hecho por Flow y el tema de cierre cambia a "Iolite" (アイオライト Aioraito?) hecho por Joy.
Cada episodio tiene dos títulos. El título en idioma japonés usa (como en la serie original) nombres de canciones como títulos de episodios, pero en los episodios de AO tienen una temática de títulos en inglés.

### Serie de TV
| # | Título                                                                                             | Música original                                               | Escritor                       | Estreno                  |
| --- | -------------------------------------------------------------------------------------------------- | ------------------------------------------------------------- | ------------------------------ | ------------------------ |
| 1 | «Born Slippy» «Bōn Surippī» (ボーン・スリッピー)                                                   | "Born Slippy" de Underworld                                   | Tobito Bura                    | 13 de abril de 2012      |
| Abril de 2025. Mientras ayudaba a su amigo de la infancia Naru Arata, Ao toma accidentalmente una pulsera de contrabando de Gazelle, Pippo, y Han Juno, y un Scub Coral aparece de repente, junto con un G-Monster. Gazelle y sus amigos estaban contrabandeando el artículo para las Fuerzas Armadas Japonesas, pero cuando descubren que el brazalete no está van a buscar a Ao para tratar de recuperarlo. Mientras tanto, otro Scub Coral y G-Monster aparecen, por lo que Cristophe Blanc del Generación Bleu hace un trato con el gobierno de la Unión de las Islas Okinawa para hacerse cargo del nuevo G-Monster. Ao pronto se da cuenta de que el brazalete pertenecía a su madre años atrás, pero Gazelle intenta tomarlo de nuevo. | |                                                               |                                |                          |
| 2 | «Call It What You Want» «Kōru Itto Howatto Yū Wonto» (コール・イット・ホワット・ユー・ウォント)    | "Call It What You Want" de Tesla                              | Tobito Bura Shō Aikawa         | 20 de abril de 2012      |
| El G-Monster continúa su ataque contra la isla de Iwato Jima, y con la ayuda de Gazelle, Ao pilotea un IFO que era transportado por la Marina Japonesa y lo utiliza para derrotar al G-Monster, su cabello cambia a color turquesa en la batalla, y a la vez los pilotos del Equipo Pied Piper lo observan, dándose cuenta de que el IFO que Ao pilotea es el primer modelo que existió. | |                                                               |                                |                          |
| 3 | «Still Fighting» «Sutiru Faitingu» (スティル・ファイティング)                                      | "Still Fighting" de The Sabres of Paradise                    | Tobito Bura Shō Aikawa         | 27 de abril de 2012      |
| Ao es perseguido por la gente de Iwato Jima porque todavía creen que él y su madre son los culpables de los terribles accidentes que asolaron la isla cuando ella apareció de la nada allí. Mientras que el músico local Kazuyuki Kinjo lo tiene en custodia, se disculpa con Ao por lo que su generación ha hecho, a la vez que Ivica Tanovich del Generación Bleu lo busca, dándose cuenta de que Ao es el piloto del Nirvash. Mientras Rebecka intenta convencer a las Fuerzas de Autodefensa en Okinawa para que le permitan al Equipo Pied Piper deshacerse del Scub Coral, otro Secret parece atacar. Gazelle libera a Ao y al niño de vuelta al Nirvash, ya que se da cuenta de que debe ser el IFO pilotado por su madre Eureka, y que AO era el destinado a pilotearlo en su ausencia.                                                                                     | |                                                               |                                |                          |
| 4 | «"Walk This Way" (Planta de Coral)» «Wōku Disu Wei» (ウォーク・ディス・ウェイ)                     | "Walk This Way" de Aerosmith                                  | Shō Aikawa                     | 4 de mayo de 2012        |
| Con la renovada determinación de proteger Iwato Jima, Ao destruye el G-Monster con un poco de ayuda. Y como consecuencia, Ao comienza a aprender que el mundo es más complejo de lo que pensaba. Con la esperanza de encontrar a su madre y aprender más acerca de su nacimiento, Ao decide unirse al Generación Bleu. | |                                                               |                                |                          |
| 5 | «Tighten Up» «Taitun Appu» (タイトゥン・アップ)                                                    | "Tighten Up" de Archie Bell & the Drells                      | Shinichi Inotsume              | 11 de mayo de 2012       |
| Mientras se acostumbra a la vida en el Generación Bleu, Ao comienza a sentirse inseguro acerca de por qué se unió a ellos en primer lugar. Mientras tanto, el Equipo Goldilocks ("Ricitos de Oro", en español) se encuentra bajo ataque durante una operación. | |                                                               |                                |                          |
| 6 | «Light My Fire» «Raito Mai Faiā» (ライト・マイ・ファイアー)                                        | "Light My Fire" de the Doors                                  | Shinichi Inotsume              | 18 de mayo de 2012       |
| El Equipo Pied Piper es enviado para ayudar al Equipo Goldilocks, pero a su llegada, se encuentran con que el líder del equipo se sacrificó para salvar a sus compañeros. Después de recuperar a los pilotos y sus IFOs, vuelven a enfrentarse a un Secret dejando atrás a Ao agotado. Después de despertar, Ao oye de Chloe que uno de los pilotos de Equipo Goldilocks habló acerca de su batalla con el Secret y viene con un plan para derrotarlo. Mientras Ao enfrenta el Secret, es visto por una figura enigmática que se interesa en él. | |                                                               |                                |                          |
| 7 | «No One Is Innocent» «Nō Wan Izu Inosento» (ノー・ワン・イズ・イノセント)                          | "No One Is Innocent" de los Sex Pistols                       | Shō Aikawa                     | 25 de mayo de 2012       |
| El desconocido, que se hace llamar "Truth" ("Verdad", en español) invade las oficinas centrales del Generación Bleu en busca del Nirvash. Después de tener un enfrentamiento con él, Ao queda inconsciente y sueña con Truth acercándose a Naru y desapareciendo con ella. Después de despertar, Ao es informado de que Truth estaba de hecho en Iwato Jima y ha secuestrado a Naru. | |                                                               |                                |                          |
| 8 | «One Nation Under a Groove» «Wan Neishon Andā A Gurūvu» (ワン・ネイション・アンダー・ア・グルーヴ) | "One Nation Under a Groove" de Funkadelic                     | Hiroyuki Kawasaki              | 1 de junio de 2012       |
| Un Secret aparece en la República de Faisal Arabia, pero en nombre de sus propios intereses, el gobierno de los Estados Unidos obliga al Generación Bleu a no participar en el rescate de esta. La camarada de Ao, Fleur Blanc, le revela la razón por la que ella odia a su padre, el presidente del Generación Bleu Christophe Blanc, pero Ao se las arregla para animarla y ambos regresan con ánimos renovados para luchar cuando son finalmente autorizados a enfrentar al enemigo. | |                                                               |                                |                          |
| 9 | «In the Dark We Live» «In Za Dāku Wī Rivu» (イン・ザ・ダーク・ウィー・リヴ)                        | "In the Dark We Live" de Felix da Housecat                    | Naohiro Fukushima              | 8 de junio de 2012       |
| El gobierno japonés pone en marcha un experimento sobre la bahía de Tokio tratando de crear su propia Coral Plant. Sin embargo, un Secret aparece y comienza a causar estragos. El Equipo Pied Piper es enviado a la zona, pero cuando Ao es informado que la protección de la ciudad por el Secret no es su principal prioridad, en contra de las órdenes deja de participar en su exterminacion. | |                                                               |                                |                          |
| 10 | «Release Your Self» «Rirīsu Yua Serufu» (リリース・ユア・セルフ)                                   | Release Yourself de Graham Central Station                    | Hiroyuki Kawasaki              | 22 de junio de 2012      |
| Una Scub Burst aparece en Phoenix, Arizona, y mientras el Equipo Pied Piper está a la espera de una autorización oficial para intervenir, Ao y Ivica se adelantan para evaluar la situación. A medida que llegan, Ao se reúne con Truth una vez más, y mientras un grupo de sobrevivientes celebra, el Ejército de los EE. UU. viene con un enfoque diferente para enfrentar el Secret con consecuencias desastrosas. | |                                                               |                                |                          |
| 11 | «Plateaux of Mirror» «Puratō Obu Mirā» (プラトー・オブ・ミラー)                                    | The Plateaux of Mirror de Harold Budd y Brian Eno             | Shō Aikawa                     | 29 de junio de 2012      |
| El Equipo Pied Piper regresa de una misión en Australia, sin darse cuenta de que han traído con ellos una sustancia similar a la arena que hace que los jóvenes pilotos tengan alucinaciones fuertes. Mientras tanto, Gazelle y sus amigos investigan el pasado de una piloto compañera de Ao, Elena Peoples, solo para descubrir que ella es aún más misteriosa de lo que imaginaban previamente. | |                                                               |                                |                          |
| 12 | «Step into a World» «Suteppu Intu A Wārudo» (ステップ・イントゥ・ア・ワールド)                     | "Step into a World" de KRS-One                                | Shō Aikawa                     | 6 de julio de 2012       |
| El Equipo Pied Piper va a una estación espacial del Generación Bleu para depositar el Cuarzo recogido. Una vez allí, un Secret ataca a un Scub Coral que se ha materializado en una órbita baja, y el Equipo Pied Piper es enviado para intervenir. Mientras tanto, Truth empieza a poner en marcha su plan, y Gazelle y sus amigos investigan el área debajo del Generación Bleu, descubriendo una Coral Relic ("Reliquia Coral", en español). Cuando Ao logra destruir el Scub Coral en órbita, resulta tener el "Gekko" en el interior de la misma con el Nirvash Type0 pilotado por la madre de Ao, Eureka. | |                                                               |                                |                          |
| 13 | «She's a Rainbow» «Shīzu A Reinbō» (シーズ・ア・レインボウ)                                        | "She's a Rainbow" de The Rolling Stones                       | Shō Aikawa                     | 13 de julio de 2012      |
| A bordo del Gekko, Ao descubre que Eureka es una encarnación del pasado de ella, desde el momento en que ella todavía estaba embarazada, antes de tenerlo a él como hijo. Muy pronto, el barco está rodeado por las Fuerzas Armadas Japonesas de Okinawa, quienes están desesperados por tomar posesión de Eureka y su Nirvash. Al tratar de encontrar la manera de enviar a Eureka para que vuelva a su propio tiempo, Ao y los otros son atacados por Truth. | |                                                               |                                |                          |
| 14 | «Starfire» «Sutāfaiā» (スターファイアー)                                                           | "Starfire" de DragonForce                                     | Shō Aikawa                     | 20 de julio de 2012      |
| A pesar de la intervención de Truth, Ao se las arregla para devolver a Eureka a su tiempo. Entonces oye de ella que el bebé que lleva no es un niño, sino una chica, lo que significa que Ao tiene una hermana mayor. Después de regresar a su casa para encontrar más información acerca de su hermana, se entera de su abuelo Toshio que Naru reapareció, pero al reunirse con ella, el gobierno japonés reclama a la Isla de Iwato Jima y culpa a Ao por la muerte de uno de sus oficiales. | |                                                               |                                |                          |
| 15 | «War Head» «Wō Heddo» (ウォー・ヘッド)                                                             | "WAR HEAD" de Ryuichi Sakamoto                                | Shinichi Inotsume              | 27 de julio de 2012      |
| Inquieto después de su último encuentro con Naru y la afirmación de Eureka de que los Secret no son enemigos, Ao queda privado del sueño y es enviado junto a su equipo para enfrentarse a un Secret que ha aparecido al lado de un Scub Coral que se reactivó misteriosamente. Ao es derribado por el enemigo y después de despertarse, se entera de que los otros Scub Coral de todo el mundo están siendo reactivados también, poniendo al Generación Bleu en un estado de alerta máxima para hacer frente a los múltiples Secret emergentes cerca de ellos. | |                                                               |                                |                          |
| 16 | «Guardians Hammer» «Gādianzu Hanmā» (ガーディアンズ・ハンマー)                                     | "Guardians Hammer" de KAGAMI                                  | Shinichi Inotsume y Shō Aikawa | 17 de agosto de 2012     |
| Varios países se unen a la operación especial 'Polaris' del Generación Bleu para atraer a todos los Secret que han aparecido en todo el mundo hacia un lugar despoblado en el Ártico y destruirlos. El plan sale bien, hasta que Truth interfiere y cambia su curso por encima de la Coral Plant de Noruega y Ao toma la iniciativa para garantizar que la operación termine sin víctimas civiles. Después de deshacerse de los Secret con su arma recién descubierta, la pistola de Cuarzo, Ao se entera de que sus acciones cambiaron la historia, y él es el único que se da cuenta de eso. | |                                                               |                                |                          |
| 17 | «La Vie en rose» «Ra Vian Rōzu» (ラ・ヴィアン・ローズ)                                             | "La Vie en rose" de Édith Piaf                                | Shō Aikawa                     | 24 de agosto de 2012     |
| Ao confirma que los miembros del Equipo Goldilocks están viviendo vidas ordinarias como si nunca se hubieran reunido en absoluto. Sin embargo, la opinión pública comienza a girar en contra del Generación Bleu y durante una operación en el medio del océano, la pistola de Cuarzo comienza a moverse por sí misma. Han Juno concluyó el libro de Johannson, quien cree en la existencia de otro mundo: un mundo en el que la población humana mundial es de alrededor de la mitad de su número original, Okinawa se convirtió en una nación independiente, y la Unión Soviética sigue existiendo en su reino. Ao confronta a Truth y tiene un breve encuentro con Eureka, que le revela la razón de su desaparición. | |                                                               |                                |                          |
| 18 | «Don't Look Down» «Donto Rukku Daun» (ドント・ルック・ダウン)                                      | "Don't Look Down" de David Bowie                              | Akiko Waba                     | 31 de agosto de 2012     |
| Para proteger a sus camaradas, Ao se entrega a sí mismo, al Nirvash, y la pistola de Cuarzo al Ejército de los EE. UU.. Con todo el mundo dudando con respecto a las intenciones del Generación Bleu, Fleur y Elena deciden lanzar un ataque sobre el transporte donde Ao se encuentra para traerlo de vuelta. | |                                                               |                                |                          |
| 19 | «Maybe Tomorrow» «Meibī Tumorō» (メイビー・トゥモロー)                                             | "Maybe Tomorrow" de the Jackson 5                             | Shō Aikawa                     | 7 de septiembre de 2012  |
| Furioso al enterarse de que él es en realidad un Secret que ha perdido sus recuerdos, Truth destruye la estación espacial del Generación Bleu entre los miles de satélites de todo el mundo. Las Fuerzas Aliadas culpan al Generación Bleu por el incidente y lanzan un ataque contra ellos. Truth tiene la oportunidad de infiltrarse en la base e intenta robar la pistola de Cuarzo, pero es detenido por Cristophe, quien se sacrifica para permitir que Ao y Fleur se escapen. | |                                                               |                                |                          |
| 20 | «Better Days Ahead» «Betā Deizu Aheddo» (ベター・デイズ・アヘッド)                                 | Better Days Ahead de Norman Brown                             | Shō Aikawa                     | 14 de septiembre de 2012 |
| Después de saber que tanto Elena como los miembros del Equipo Harlequin cambiaron de bando para unirse a las Fuerzas Aliadas, Ao y sus amigos logran escapar, llevándose la pistola de Cuarzo con ellos. Sin lugar donde huir, los miembros restantes del Equipo Pied Piper son contactados por el gobierno japonés, ofreciéndoles refugio y apoyo de acuerdo con un trato que Cristophe hizo con ellos para destruir unos Secret`s antes de su muerte. | |                                                               |                                |                          |
| 21 | «World 2 World» «Wārudo Tu Wārudo» (ワールド・トゥ・ワールド)                                      | World 2 World de Underground Resistance                       | Shinichi Inotsume              | 21 de septiembre de 2012 |
| El Equipo Pied Piper, el Gobierno Japonés y los Secret unen sus fuerzas para impedir que las Fuerzas Aliadas obtengan el Cuarzo de los Scub Coral. Mientras Naru sigue partidaria de su causa de lograr el cierre de las Coral Plant, Elena se une al Escuadrón de los IFOs Aliados junto con Maggie Kwan, pero Eureka aparece ante ellas y hace que Elena recuerde la verdad sobre sus orígenes a partir de 1981 que ella tanto negaba. Poco después, ambas van a luchar con Ao, y cuando él logra por fin disuadir a Elena, Truth aparece ante ellos. | |                                                               |                                |                          |
| 22 | «Galaxy 2 Galaxy» «Gyarakushī Tu Gyarakushī» (ギャラクシー・トゥ・ギャラクシー)                    | Galaxy 2 Galaxy de Mike Banks                                 | Shō Aikawa                     | 28 de septiembre de 2012 |
| Truth ataca a Ao, que es rescatado por Naru cuando ella lo teletransporta a él y el Nirvash a su lado en Okinawa. Reunidos una vez más, Ao y Naru discuten la situación cuando el Equipo Harlequin aparece y revela que la forma actual de Truth puede matar a todas las personas infectadas por los Scub Coral que se les acercan. Como él es el hijo de una Coralian, Ao debe permanecer lejos de él. Independientemente, Ao decide unirse a sus compañeros contra Truth. Mientras tanto, en la línea de tiempo de Eureka, su marido Renton Thurston repara el Nirvash original en un intento de rescatarla. | |                                                               |                                |                          |
| 23 | «The Final Frontier (Renton Thurston)» «Za Fainaru Furontia» (ザ・ファイナル・フロンティア)        | The Final Frontier de Iron Maiden                             | Shō Aikawa                     | 20 de noviembre de 2012  |
| Truth y Ao luchan por la pistola de Cuarzo hasta que se activa una vez más, borrando a Truth y convirtiendo al Nirvash de Ao en el "Nirvash Neo". También reescribe la historia una vez más para que quede tal que el Generación Bleu derrote a las Fuerzas Aliadas, incluyendo a Naru. Mientras Naru está hospitalizada, Ao es testigo del Nirvash Spec V3, que sale procedente de una columna del tiempo y se encuentra con él, por lo que conoce a su padre Renton por primera vez. | |                                                               |                                |                          |
| 24 | «The Door Into Summer» «Natsu e no Tobira» (夏への扉)                                              | Natsu e no Tobira (The Door Into Summer) de Tatsuro Yamashita | Shō Aikawa                     | 20 de noviembre de 2012  |
| Después de tener un breve encuentro con la Eureka del pasado, Renton se establece con Ao y va a Iwato Jima donde da las gracias a Toshio por cuidar de su familia y luego decide hacer uso de la pistola de Cuarzo para destruir la Scub Coral original en su línea de tiempo y evitar su propagación en sí a través de las dimensiones. Como Ao se enfrenta a él para detenerlo, se entera de que, sorprendentemente, Truth no ha desaparecido totalmente, pero se ha convertido en un arquetipo del Nirvash Neo en su lugar. Ao también se entera de que su hermana mayor había muerto poco después de que ella naciera. Entonces decide hacer uso del último disparo de la Pistola de Cuarzo para negar la existencia de los Secret para cambiar el destino de Eureka y que ella se reuniera con Renton. Debido a esto, Ao se transporta al año 2027, donde se despide de Truth. | |                                                               |                                |                          |

## ONA
| # | Título                                                                                          | Música original | Escritor | Estreno             |
| --- | ----------------------------------------------------------------------------------------------- | --------------- | -------- | ------------------- |
| ONA | «eureka seven ao final episode: one more time» «episodio final de eureka seven ao: una vez más» | -               | -        | 24 de enero de 2017 |
| esta ONA cuenta como el episodio 25 de la serie dándole continuación a la serie y cerrando el final de la misma, cuenta los sucesos ocurridos después del final de la serie en el capítulo 24 mostrando que paso con AO. |                                                                                                 |                 |          |                     |

## OVA
| # | Título                                                                           | Música original | Escritor | Estreno                  |
| --- | -------------------------------------------------------------------------------- | --------------- | -------- | ------------------------ |
| OVA | «The Flowers of Jungfrau» «Yungufurau no Hanabanatachi» (ユングフラウの花々たち) | -               | -        | 20 de septiembre de 2012 |
| El Equipo Pied Piper es asignado a participar en un festival especial en Suiza como parte de la política de relaciones públicas del Generación Bleu, pero Fleur y Elena obligan a Ao a vestirse como una chica. En el festival, el trío se encuentra huyendo de un periodista insistente hasta que son llamados de nuevo a enfrentarse a un Secret que aparece en la frontera de Italia. |                                                                                  |                 |          |                          |

## Música
Tema del Opening
- "Escape" de Hemenway
- "Bravelue" (ブレイブルー Bureiburū?) de FLOW

Temas de Endings
- "Stand by me" de Stereopony
- "Iolite" (アイオライト Aioraito?) de Joy

Otras canciones
- "Parallel Sign" de LAMA
- "Mirror Mirror" de Nakamura Koji